# Селище (област Благоевград)
Вижте пояснителната страница за други значения на Селище.
Сѐлище е село в Югозападна България. То се намира в община Благоевград, област Благоевград.

## История
Доказателства за древния произход на селището се съхраняват в Рилския манастир. Църквата „Свети Илия“ е от 1864 година.
В 1891 година Георги Стрезов пише за селото:
| „ | Селище, на З от Джумая, отвъд Струма, 3 часа път. Минува се през мост, или направо през брод. Земя плодородна; земледелци и скотоводци. Църква, в която четат по славенски; училище няма; имало е преди 5 години попско. Тук излиза пшеница първо качество. Къщи 110, българи и турци. | “ |

В 1901 година Яне Сандански основава в селото комитет на ВМОРО.

## Население
Към 1900 година според известната статистика на Васил Кънчов („Македония. Етнография и статистика“) населението на селото брои 800 души, всичките българи-християни.
Численост на населението според преброяванията през годините:
| \| Година на преброяване \| Численост \| \| --------------------- \| --------- \| \| 1934 \| 853 \| \| 1946 \| 856 \| \| 1956 \| 791 \| \| 1965 \| 702 \| \| 1975 \| 498 \| \| 1985 \| 398 \| \| 1992 \| 341 \| \| 2001 \| 350 \| \| 2011 \| 292 \| \| 2021 \| 285 \| |           |
| Година на преброяване | Численост |
| 1934 | 853       |
| 1946 | 856       |
| 1956 | 791       |
| 1965 | 702       |
| 1975 | 498       |
| 1985 | 398       |
| 1992 | 341       |
| 2001 | 350       |
| 2011 | 292       |
| 2021 | 285       |

### Етнически състав
Преброяване на населението през 2011 г.
Численост и дял на етническите групи според преброяването на населението през 2011 г.:
|                     | Численост | Дял (в %) |
| Общо                | 292       | 100.00    |
| Българи             | 283       | 96.91     |
| Турци               | 0         | 0.00      |
| Цигани              |           |           |
| Други               | 3         | 1.02      |
| Не се самоопределят |           |           |
| Неотговорили        | 5         | 1.71      |

## Културни и природни забележителности
Читалище, библиотека, училище.

## Личности
Родени в Селище
- Георги Чавеов (Чавеев, 1904 – ?), македоно-одрински опълченец, IV клас, 2 рота на 13 кукушка дружина[9]
- Никола Чавеов (Чавеев, 1867 – ?), български революционер, македоно-одрински опълченец
- Петър (Пешо) Михайлов Байрактаров (Байрактарски) (1884 – 1913), български революционер, взводен командир по време на Балканската война в партизанската рота на подпоручик Никола Лефтеров, трансформирана по-късно в 4-та рота на X Прилепска дружина. Отличава се в боя при връх Ченгене кале на 13 октомври 1912 година. Умира от холера на 28 май 1913 година край село Полаки[10][11][12]
- Спас Йотов, български революционер от ВМРО
- Стоян Манов Мирчев (07.02.1896 – ?), български революционер, член на ВМРО (Иван Михайлов)[13]